# 사라 로드리게스
사라 로드리게스(Sara Rodriguez, 1975년 7월 25일 ~ )은 미국의 정치인으로 제46대 위스콘신주 부지사이다.

## 학력
- 일리노이 웨슬리언 대학 인문사회 학사
- 존스 홉킨스 대학교 이학사
- 존스 홉킨스 대학교 과학 석사
- 존스 홉킨스 대학교 공중 보건 석사

## 경력
- 2021.01 ~ 2023.01 제105대 위스콘신주 제13선거구 하원의원
- 2023.01 ~ 제45대 위스콘신 부지사

## 역대 선거 결과
| 선거명      | 직책명                         | 대수  | 정당   | 득표율 | 득표수      | 결과 | 당락                 |
| ----------- | ------------------------------ | ----- | ------ | ------ | ----------- | ---- | -------------------- |
| 2020년 선거 | 하원의원 (위스콘신 제13선거구) | 105대 | 민주당 | 50.93% | 19,318표    | 1위  | 위스콘신 주의원 당선 |
| 2022년 선거 | 위스콘신 부지사                | 46대  | 민주당 | 51.15% | 1,358,774표 | 1위  | 위스콘신 부지사 당선 |